# Auterive (Tarn i Garonna)
Auterive – miejscowość i gmina we Francji, w regionie Oksytania, w departamencie Tarn i Garonna.
Według danych na rok 1990 gminę zamieszkiwało 55 osób, a gęstość zaludnienia wynosiła 15 osób/km² (wśród 3020 gmin regionu Midi-Pyrénées Auterive plasuje się na 1008. miejscu pod względem liczby ludności, natomiast pod względem powierzchni na miejscu 1597.).